# Corinth (Nova York)
Corinth és una població dels Estats Units a l'estat de Nova York. Segons el cens del 2000 tenia 2.474 habitants.

## Demografia
Segons el cens del 2000, Corinth tenia 2.474 habitants, 1.024 habitatges, i 653 famílies. La densitat de població era de 892,7 habitants/km².
Dels 1.024 habitatges en un 30,5% hi vivien nens de menys de 18 anys, en un 47,3% hi vivien parelles casades, en un 12,4% dones solteres, i en un 36,2% no eren unitats familiars. En el 30,1% dels habitatges hi vivien persones soles el 17,8% de les quals corresponia a persones de 65 anys o més que vivien soles. El nombre mitjà de persones vivint en cada habitatge era de 2,41 i el nombre mitjà de persones que vivien en cada família era de 2,97.
Per edats la població es repartia de la següent manera: un 26,1% tenia menys de 18 anys, un 7,8% entre 18 i 24, un 28,5% entre 25 i 44, un 20,5% de 45 a 60 i un 17,1% 65 anys o més.
L'edat mediana era de 37 anys. Per cada 100 dones de 18 o més anys hi havia 86,3 homes.
La renda mediana per habitatge era de 30.539 $ i la renda mediana per família de 39.205 $. Els homes tenien una renda mediana de 31.481 $ mentre que les dones 26.163 $. La renda per capita de la població era de 16.134 $. Entorn del 6,6% de les famílies i l'11,9% de la població estaven per davall del llindar de pobresa.